# Slovaquie aux Jeux olympiques d'hiver de 1998
La Slovaquie fut représentée par 37 athlètes aux Jeux olympiques d'hiver de 1998 à Nagano.

## Épreuves

### Hockey sur glace
- Peter Bondra
- Zdeno Cíger
- Jozef Daňo
- Ivan Droppa
- Oto Haščák
- Branislav Jánoš
- Stanislav Jasečko
- Ľubomír Kolník
- Roman Kontšek
- Miroslav Mosnár
- Igor Murín
- Ján Pardavý
- Róbert Petrovický
- Vlastimil Plavucha
- Peter Pucher
- Karol Rusznyák
- Ľubomír Sekeráš
- Roman Stantien
- Róbert Švehla
- Ján Varholík
- Ľubomír Višňovský